# 루양구

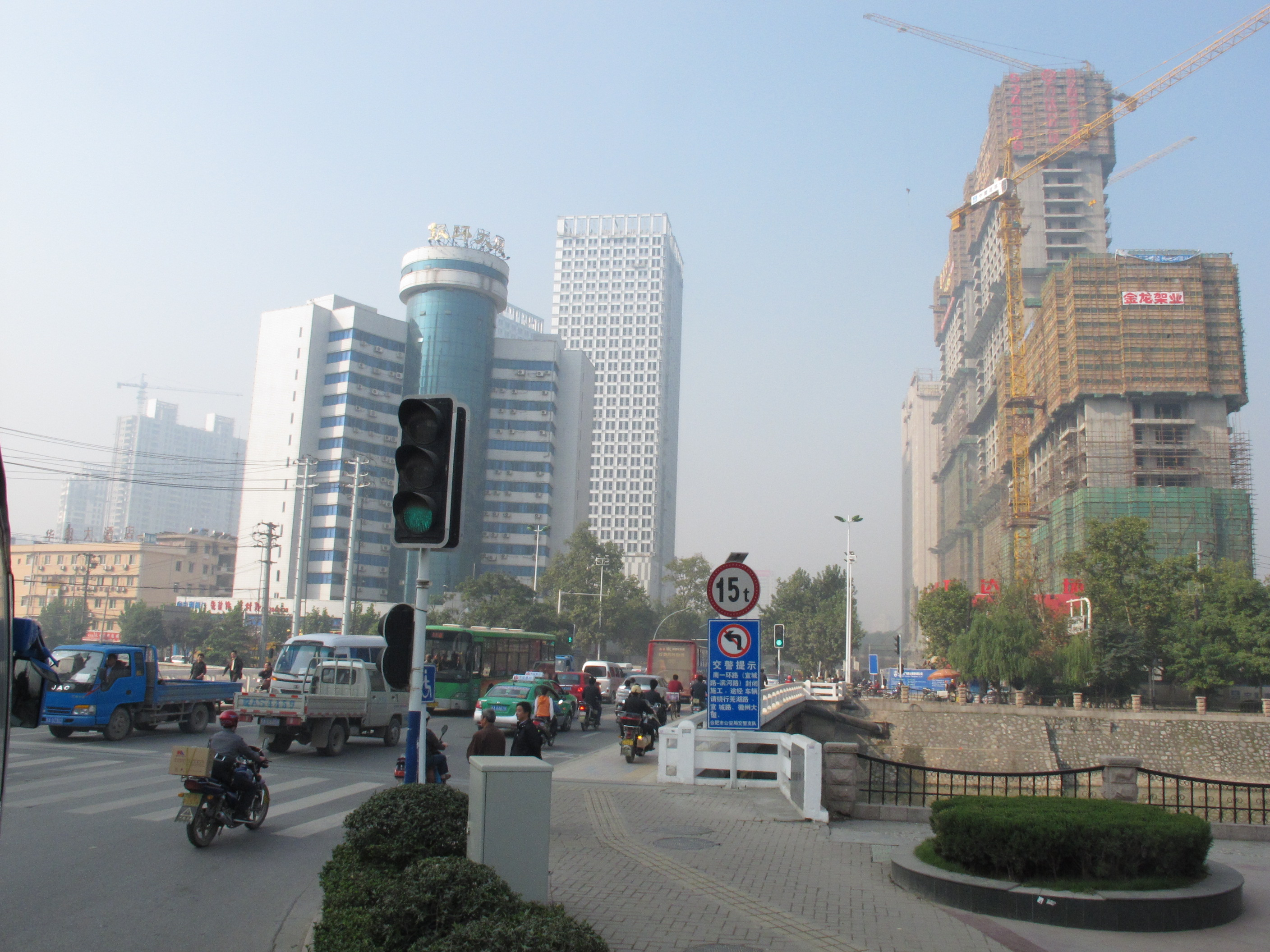

루양구(한국어: 려양구, 중국어: 庐阳区, 병음: Lúyáng Qū)는 중화인민공화국 안후이성 허페이 시의 현급 행정구역이다. 허페이 시 구 시가지의 주요 부분으로 이루어져있다. 넓이는 140km2이고, 인구는 2007년 기준으로 450,000명이다.

## 행정 구역
12개 가도, 1개 진, 1개 향을 관할한다.
- 가도변사소: 杏花村街道, 三牌楼街道, 光明街道, 县桥街道, 亳州路街道, 寿春路街道, 双岗街道, 益民街道, 安庆路街道, 逍遥津街道, 鼓楼街道, 海棠街道.
- 진: 大杨镇.
- 향: 三十岗乡.